# Малине при Штрекљевцу
Малине при Штрекљевцу (словен. Maline pri Štrekljevcu) је насељено место у општини Семич, регија Југоисточна Словенија, Словенија.

## Историја
До територијалне реорганизације у Словенији биле су у саставу старе општине Чрномељ.

## Становништво
У попису становништва из 2011. године, Малине при Штрекљевцу су имале 26 становника.
| Број становника према пописима | Број становника према пописима | Број становника према пописима |
| ------------------------------ | ------------------------------ | ------------------------------ |
| 1991                           | 2002                           | 2011                           |
| 36                             | 35                             | 26                             |

Напомена: До 1955. исказивано под именом Малине.